# Richard Wolf (Politiker, 1875)
Richard Wolf (* 21. Oktober 1875 in Effolderbach; † 1. November 1955 ebenda) war ein hessischer Politiker (Hessischer Bauernbund). Er war Abgeordneter des Landtags des Volksstaates Hessen in der Weimarer Republik.

## Familie
Richard Wolf, der evangelischer Konfession war, war der Sohn des Bauern Heinrich Karl Wolf und dessen Frau Juliane geborene Jung. Er war mit Annemarie geborene Nungässer verheiratet und lebte als Landwirt in Effolderbach.

## Politik
Richard Wolf war für den Hessischen Bauernbund Kreistagsmitglied des Landkreises Büdingen und 1921 bis 1931 drei Wahlperioden lang Mitglied des Landtags.